# Словарь Беймака
Словарь Беймака (в.-луж. Internetowy słownik Boehmaka) — электронный словарный корпус верхнелужицкого языка с морфологическим генератором. Назван именем его создателя Вито Беймака (Wito Bejmak, в немецком варианте — Boemak). В создании корпуса участвовали Серболужицкий институт и Фонд серболужицкого народа, которые предоставили лицензию «Словаря правописания» Павола Фёлькеля для публикации в Интернете.
Первая версия словаря базируется на следующем словаре:
- Rudolf Jenč, Helmut Jenč, Frido Michałk a Irena Šěrakowa, Jurij Měrćink (Sobudźěłał): Němsko-hornjoserbski słownik, w dwěmaj zwjazkomaj (Немецко-верхнелужицкий словарь в двух томах)
  - I. zwjazk A-K, Ludowe nakładnistwo Domowina, Budyšin 1989, ISBN 3-7420-0406-9
  - II. zwjazk L-Z, Ludowe nakładnistwo Domowina, Budyšin 1991, ISBN 3-7420-0776-9

Вторая версия базируется на следующих словарных изданиях:
- Jenč, Michałk, Šěrakowa: Němsko-hornjoserbski słownik, (Немецко-верхнелужицкий словарь) LND Domowina, Budyšin, 1989/1991
- Pawoł Völkel: Prawopisny słownik (Словарь правописания), LND Domowina, Budyšin, 1970

С 2009 года существует расширение на браузере Mozilla Firefox.